# Hidramático
Hidramático (também conhecido como Hydramatic ou ainda como Hydra-Matic) foi uma transmissão automática desenvolvida pela Cadillac e Oldsmobile - divisões da General Motors.  Introduzido em 1939 para os modelos de veículos do ano de 1940, o Hydramatic foi a primeira transmissão automática de produção em massa desenvolvido para o uso de automóveis de passageiros.

## Ver Também
- Câmbio automático